# 赵柏林
赵柏林（1929年4月16日—），出生于辽宁辽中，中国大气科学和遥感学家，北京大学物理学院大气科学系教授。

## 生平
1952年毕业于清华大学气象系。1991年当选为中国科学院学部委员（院士）。

## 主要成就
1970-1987　微波辐射计及其环境遥感应用；
1988-1992　西北太平洋云辐射实验；
1986-1990　微波遥感海洋大气边界层及数据处理；
1986-1990　TIROS-N TOVS精确反演；
1993-2003 淮河能量与水分循环试验。